# Siksika 146
Siksika 146 är ett reservat i Kanada.   Det ligger i provinsen Alberta, i den centrala delen av landet, 2 800 km väster om huvudstaden Ottawa.
Trakten runt Siksika 146 består i huvudsak av gräsmarker. Runt Siksika 146 är det mycket glesbefolkat, med 4 invånare per kvadratkilometer.